# توماس بوسیر
توماس بوسیر (انگلیسی: Thomas A. Bussiere؛ زادهٔ ۱۹۶۳) ژنرال نیروی هوایی ایالات متحده آمریکا است، که از دسامبر ۲۰۲۲ فرماندهی تهاجم جهانی نیروی هوایی را برعهده دارد.
بوسیر فعالیت نظامی را از سال ۱۹۸۵ در نیروی هوایی آمریکا آغاز کرد، از ۲۰۱۲ تا ۲۰۱۴ فرماندهی بال ۵۰۹ بمباران هوایی را برعهده داشت و در فاصله سال‌های ۲۰۱۴ تا ۲۰۱۶ معاون اتمی، دفاع داخلی و عملیات جاری ستاد مشترک نیروهای مسلح ایالات متحده آمریکا بود. 
وی از ۲۰۱۶ تا ۲۰۱۷ به‌عنوان فرمانده نیروی هوایی هشتم فعالیت می‌کرد، در فاصله سال‌های ۲۰۱۸ تا ۲۰۲۰ فرماندهی نیروی هوایی یازدهم را برعهده داشت و از ۲۰۲۰ تا ۲۰۲۲ جانشین فرماندهی راهبردی ایالات متحده آمریکا بود. او در جنگ خلیج فارس و جنگ عراق حضور داشت.